# 電波

アンテナ（中央）から電波が放射される様子を表した図

ダイポールアンテナが電波を受信する様子を表す模式図。緑の矢印が電波による電界であり、黒の矢印が電流である。

電波（、英: radio wave）とは、電磁波のうち、比較的周波数の低い（波長の長い）ものを指す。日本の電波法などでは300万メガヘルツ以下のものと定義される。

## 概説
電磁波の存在を初めて実証したハインリヒ・ヘルツは著書『Electric Waves』（1893年）の中で、電磁波を「Electromagnetics wave in air（空中の電磁波）」と「The propagation of electric Waves bymeans of wire（線上の電磁波）」に区別しており、電波に関する国際機関ITU-Rにおけるradio waveの定義も
とあるように、「人工的なガイドなしで空中を伝搬する電磁波」であることを明確化している。

### 用途
電波の用途としては、次のようなものを挙げることができる。
- 通信・放送 類
  - 放送（地上波や衛星放送。ラジオやテレビ）
  - 行政無線（防災無線、警察無線、消防無線など）
  - 業務無線（船舶無線、航空管制、鉄道無線、マルチチャネルアクセス無線など）
  - アマチュア無線
  - 携帯電話（スマートフォン、フィーチャーフォン、PHS、衛星電話など）
  - コードレス電話
  - 遠隔のデータ取得（テレメータ、ラジオゾンデなど）
  - 近距離のデータ送受（無線LAN、Wi-Fi、Bluetoothなど。またVICSも）
- 遠隔操作（ラジコン）
- 位置測定（GPS、ロランなど）
- レーダー
- 加熱（電子レンジなど）
- 核磁気共鳴分光法
- 電子スピン共鳴

## 歴史
1864年にジェームズ・クラーク・マクスウェルは「光は波の姿をした電磁散乱である」と予測した。それから13年後の1887年にハインリッヒ・ヘルツがマクスウェルの方程式から光よりも周波数の低い電磁波（電波）の姿を推測し、電磁波の発生と検出を可能とする実験機器を考案制作してその存在を実証した。
今日、電波は英語では"Radio wave"もしくは"Hertzian wave"と呼ばれており、"Radio"と略して呼ばれる場合もある。CCIR（現在のITU-R）の基金が設立された1927年に世界的な公用語として定着した。一方、1904年にイギリスの郵便局が無線電信をRadioと称したことから、Radioは空間に適した周波数帯の電磁波を使用して情報を搬送する技術・機器・システムを指す語として一般に使われるようになった。
日本語の「電波」という訳語は明治26年（1893年）に逓信省技師の伊藤潔が著した『電気訳語集』が初出と考えられる。『電気訳語集』では、"Electric wave"の訳として「電波」を充てている。その後「電波」の用例は増えていったが、大正4年（1929年）の無線電信法には「電波」の文字はない。昭和25年（1950年）に制定された電波法によって現代の「電波」が公用語として定義された。

## 電波における電磁スペクトル
周波数と対応する波長によって電波は以下の周波数帯に分割される。
| 周波数帯         | 略称 | ITU基準 | 周波数         | 波長                | 用途例                                                                                            |
| ---------------- | ---- | ------- | -------------- | ------------------- | ------------------------------------------------------------------------------------------------- |
|                  |      |         | 3 Hz以下       | 100,000 km以上      |                                                                                                   |
| 極極極超長波     | ELF  | 1       | 3 - 30 Hz      | 10,000 - 100,000 km | 潜水艦の通信                                                                                      |
| 極極超長波       | SLF  | 2       | 30 - 300 Hz    | 1,000 - 10,000 km   | 潜水艦の通信                                                                                      |
| 極超長波         | ULF  | 3       | 300 - 3000 Hz  | 100 - 1000 km       | 鉱山における通信                                                                                  |
| 超長波           | VLF  | 4       | 3 - 30 kHz     | 10 - 100 km         | 無線 心拍計 地球物理学                                                                            |
| 長波             | LF   | 5       | 30 - 300 kHz   | 1 - 10 km           | 電波航法 電波時計 長波放送 （一部の国でのAM放送）                                                 |
| 中波             | MF   | 6       | 300 - 3000 kHz | 100 - 1000 m        | 中波放送 （多くの国でのAM放送） 雪崩ビーコン                                                      |
| 短波             | HF   | 7       | 3 - 30 MHz     | 10 - 100 m          | 短波放送 アマチュア無線 業務無線 核磁気共鳴分光法                                                 |
| 超短波           | VHF  | 8       | 30 - 300 MHz   | 1 - 10 m            | 超短波放送 （FM放送） VHF テレビ放送 業務通信 核磁気共鳴分光法                                    |
| 極超短波         | UHF  | 9       | 300 - 3000 MHz | 100 - 1000 mm       | UHFテレビ放送（ 地デジ 含む） 電子レンジ 携帯電話 無線LAN Bluetooth GPS 業務通信 核磁気共鳴分光法 |
| センチメートル波 | SHF  | 10      | 3 - 30 GHz     | 10 - 100 mm         | ETC 無線LAN 5G 衛星放送 最新 レーダー 電子スピン共鳴                                              |
| ミリ波           | EHF  | 11      | 30 - 300 GHz   | 1 - 10 mm           | 電波天文学 高速 中継放送 最新レーダー（ミリ波レーダー） 電子スピン共鳴                            |
| サブミリ波       |      |         | 300 GHz以上    | 1 mm以下            |                                                                                                   |

## 日本での規定

### 質の規定
電波法第28条に「送信設備に使用する電波の周波数の偏差及び幅、高調波の強度等電波の質は、総務省令で定めるところに適合するものでなければならない。」と規定している。これを受けた無線設備規則には、第1章総則第2節電波の質として、第5条から第7条に「周波数の許容偏差」、「占有周波数帯幅の許容値」、「スプリアス発射又は不要発射の強度の許容値」があり、具体的な値は別表第1号から第3号に規定するものとしている。

### 広域使用電波という線引き
電波法第103条の2第2項に「広範囲の地域において同一の者により相当数開設される無線局に専ら使用させることを目的として別表第7の上欄に掲げる区域を単位として総務大臣が指定する周波数（6000MHz以下のものに限る。）の電波」と規定している。
広域使用電波の指定は、電波法施行規則第51条の9の9に「総務大臣が別に告示により行うものとする。」とされ、この規定に基づき告示される。
この規定は、電波利用料の算定に際し、電波の経済的価値に応じて負担する考え方を導入したもので、携帯電話など特定無線局として包括免許されるものについて適用され、使用する周波数幅に応じて増減される。当初の上限は3000MHz以下であったが後に6000MHz以下となった。なお、導入の検討時から「広域専用電波」という文言が使用され、電波法改正後でもこの語を使用した記事があるが、これは誤字である。